# Evrytania
Evrytania (griechisch Ευρυτανία, gesprochen und alternative Transkription Evritania) ist einer der fünf Regionalbezirke der griechischen Region Mittelgriechenland mit der Hauptstadt Karpenisi. Vor der Verwaltungsreform von 2010 hatte das Gebiet den Status einer Präfektur, deren Kompetenzen seither an die Region Mittelgriechenland und die durch Zusammenlegung auf zwei reduzierten Gemeinden übertragen wurden. Evrytania entsendet drei Abgeordnete in den mittelgriechischen Regionalrat, hat darüber hinaus aber keine politische Bedeutung. Es gliedert sich in die Gemeinden Agrafa und Karpenisi.

## Lage
Evrytania befindet sich im Westen der Region Mittelgriechenland in der Mitte des südlichen Teils des griechischen Festlands. Einen Zugang zum Meer hat Evrytania nicht.

## Geographie

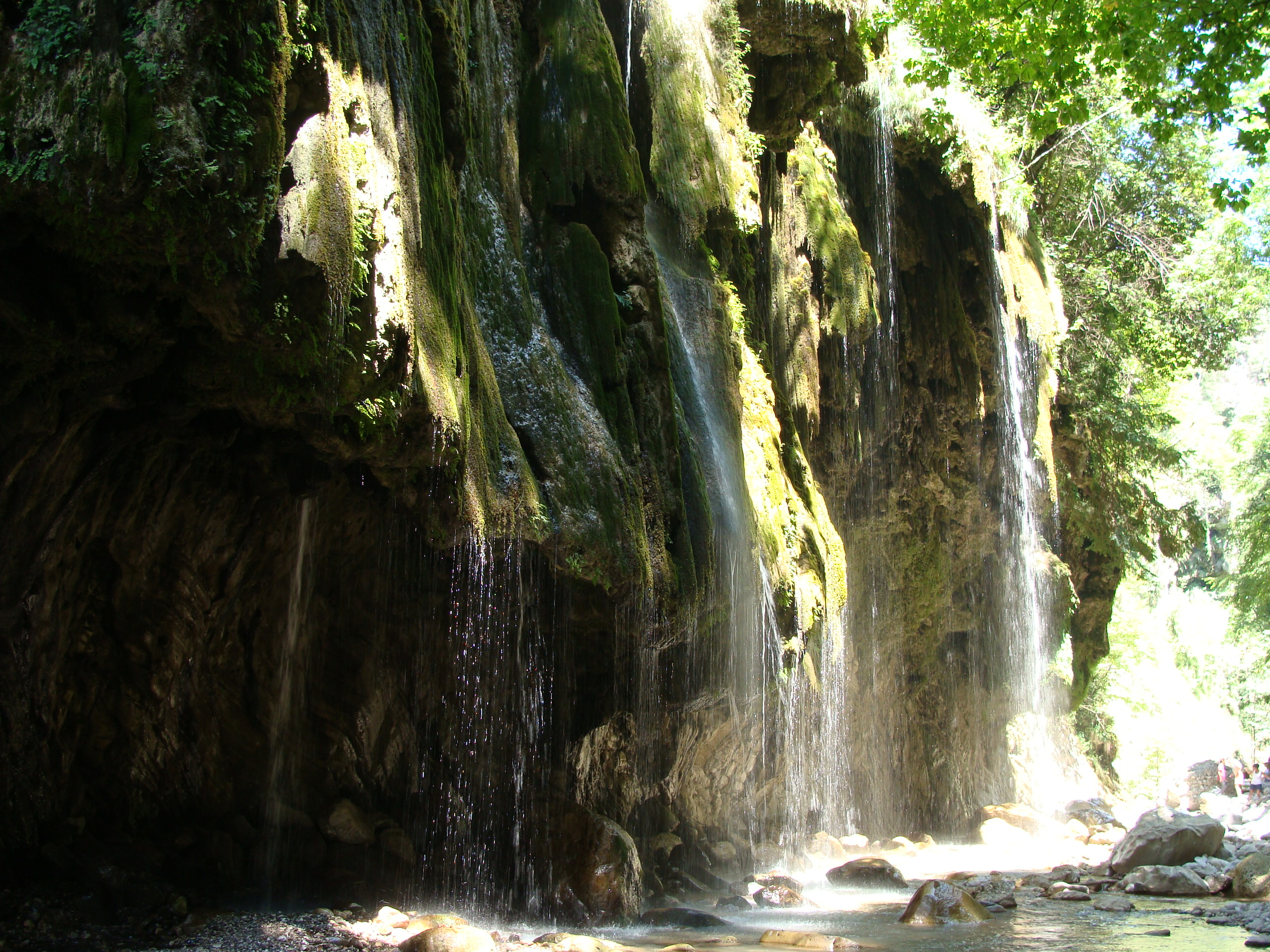
Die Schlucht „Panda Vrechi“ (Πάντα βρέχει, „es regnet immer“).

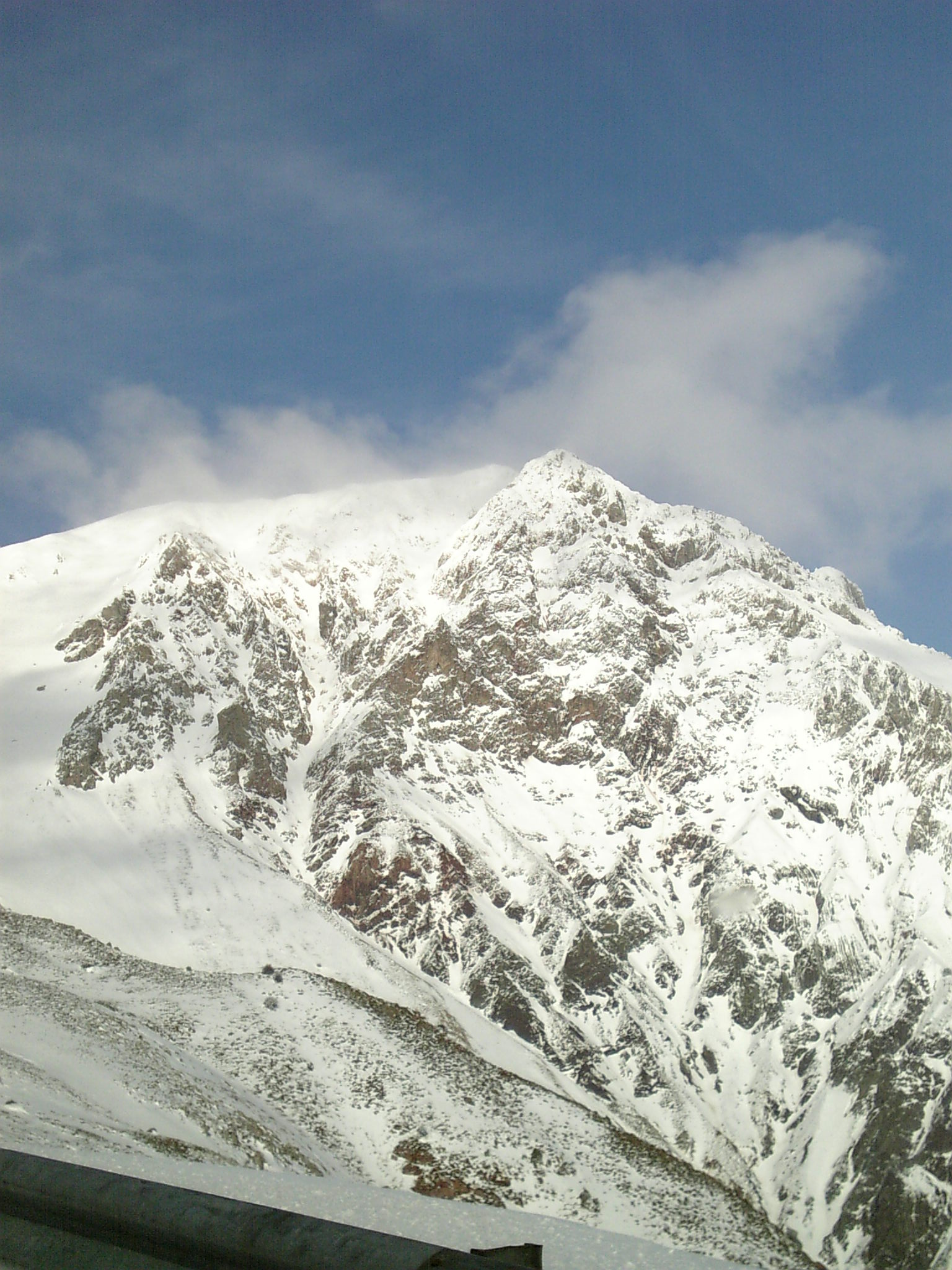
Gipfel des Bergmassivs Tymfristos (Velouchi) in der Umgebung von Karpenissi

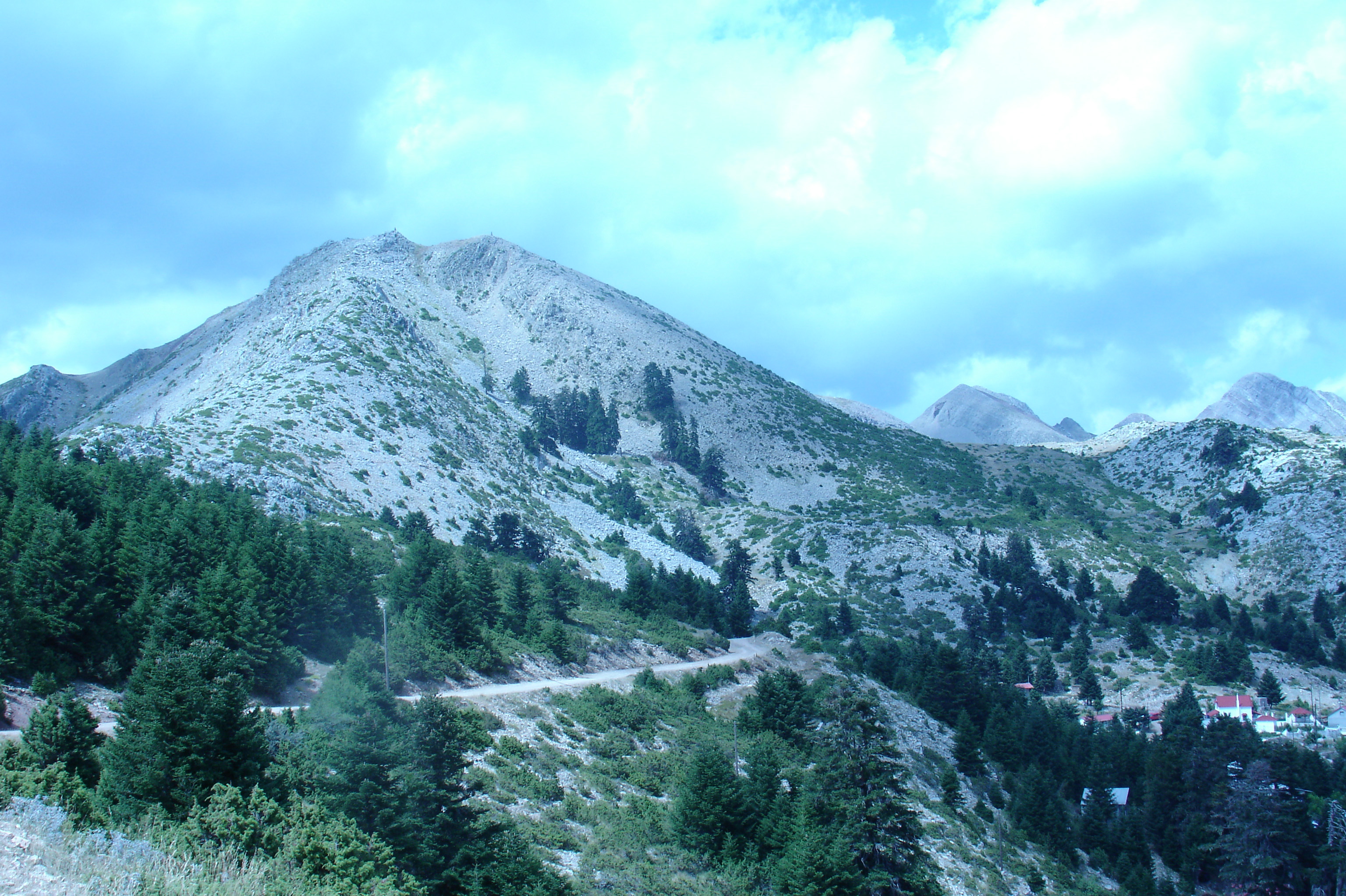
Gipfel des Berges Arenta im Agrafa-Gebirge

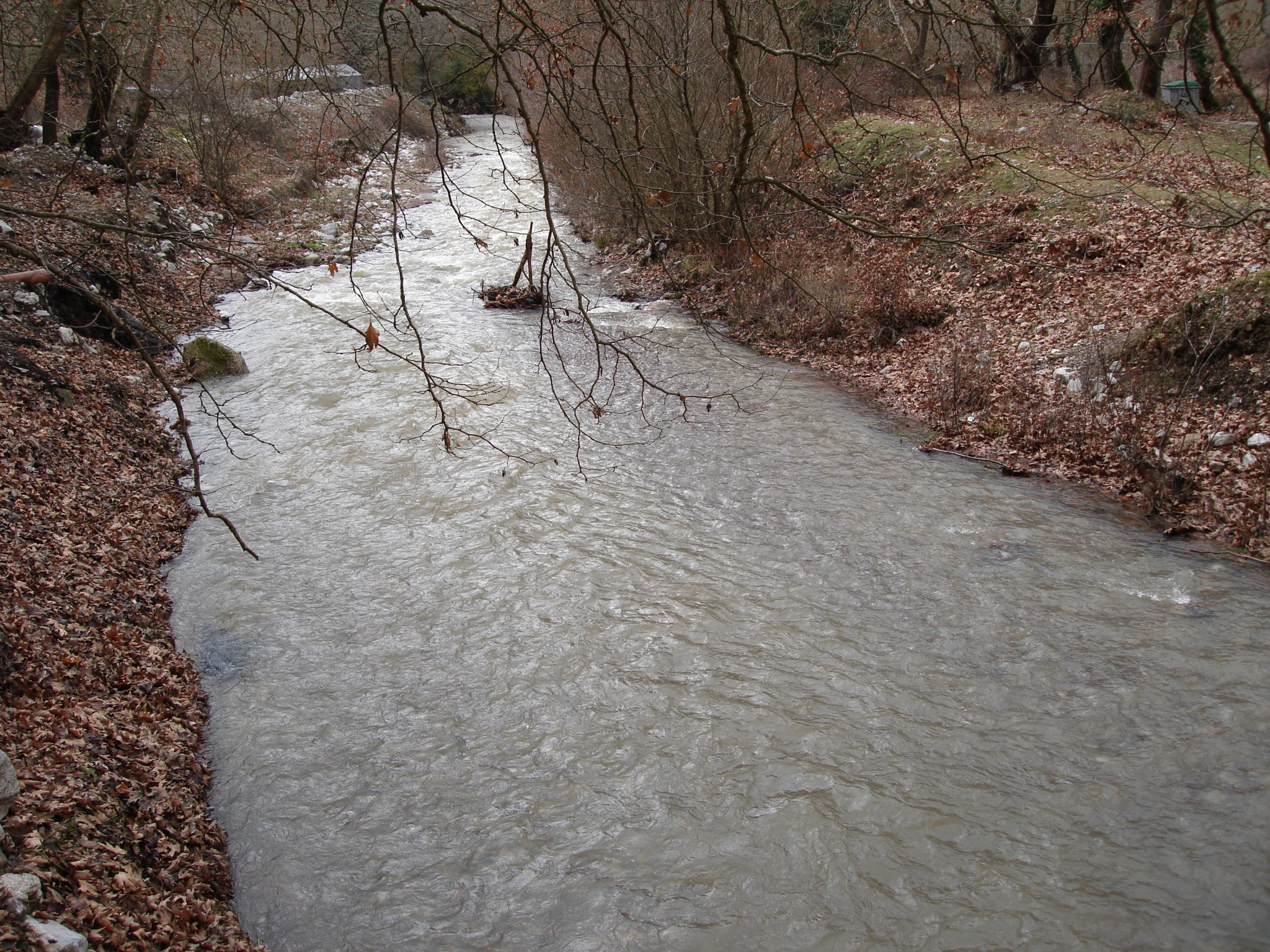
Fluss Karpenissiotis

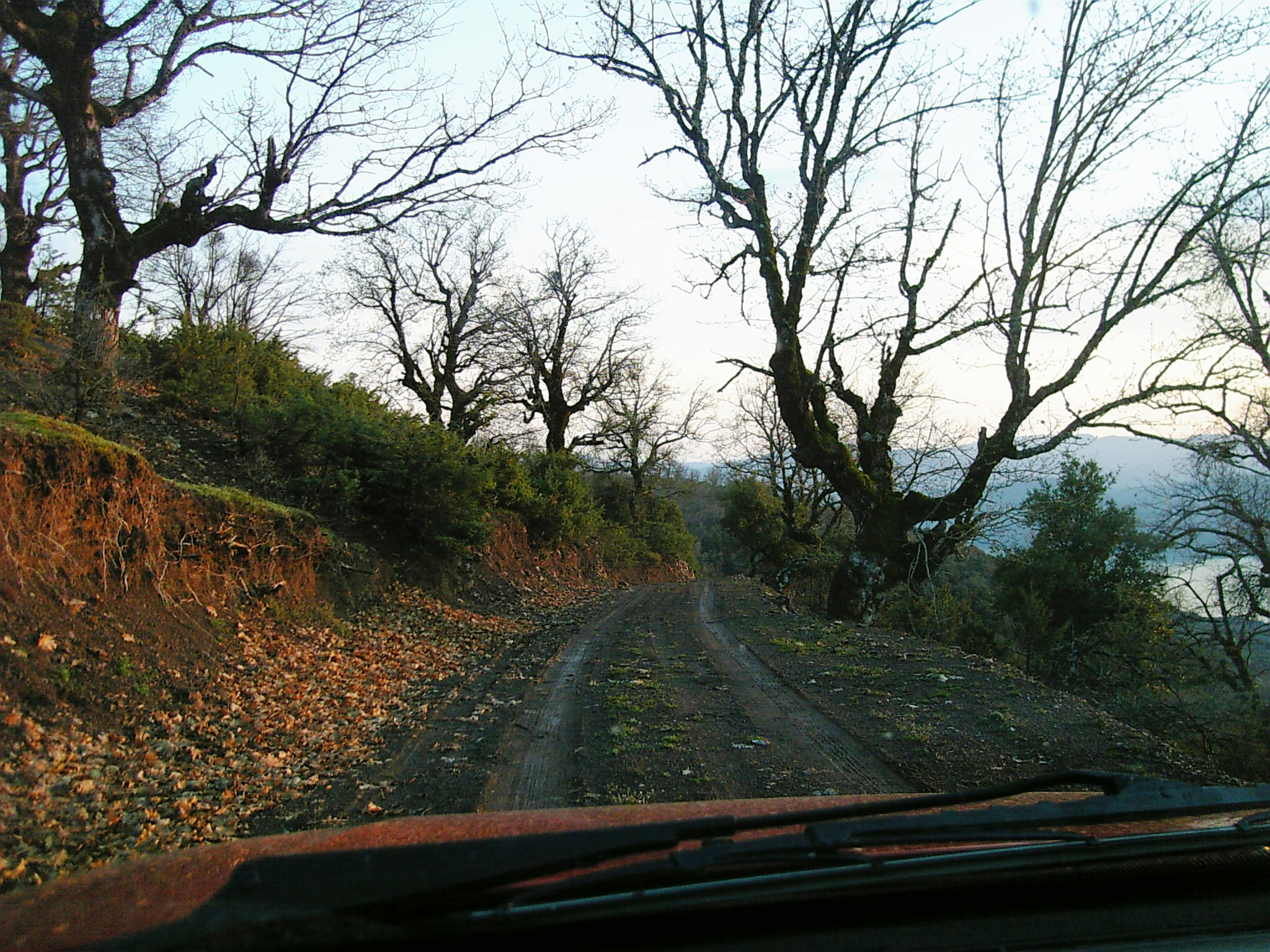
Wald im Bereich der Ortschaft Tripotamos

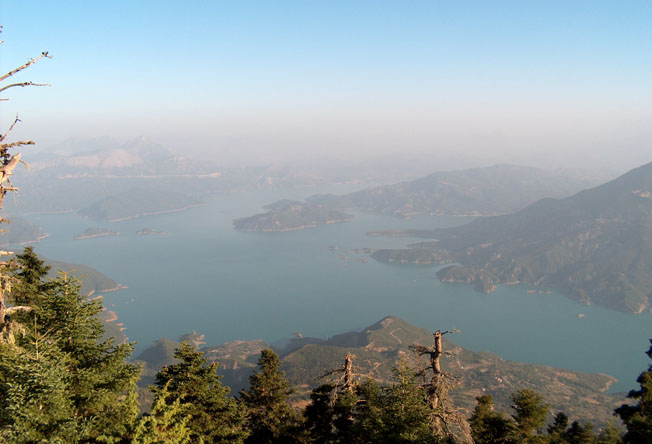
Luftbild des Kremasta-Stausees an der Grenze zu Ätolien-Akarnanien

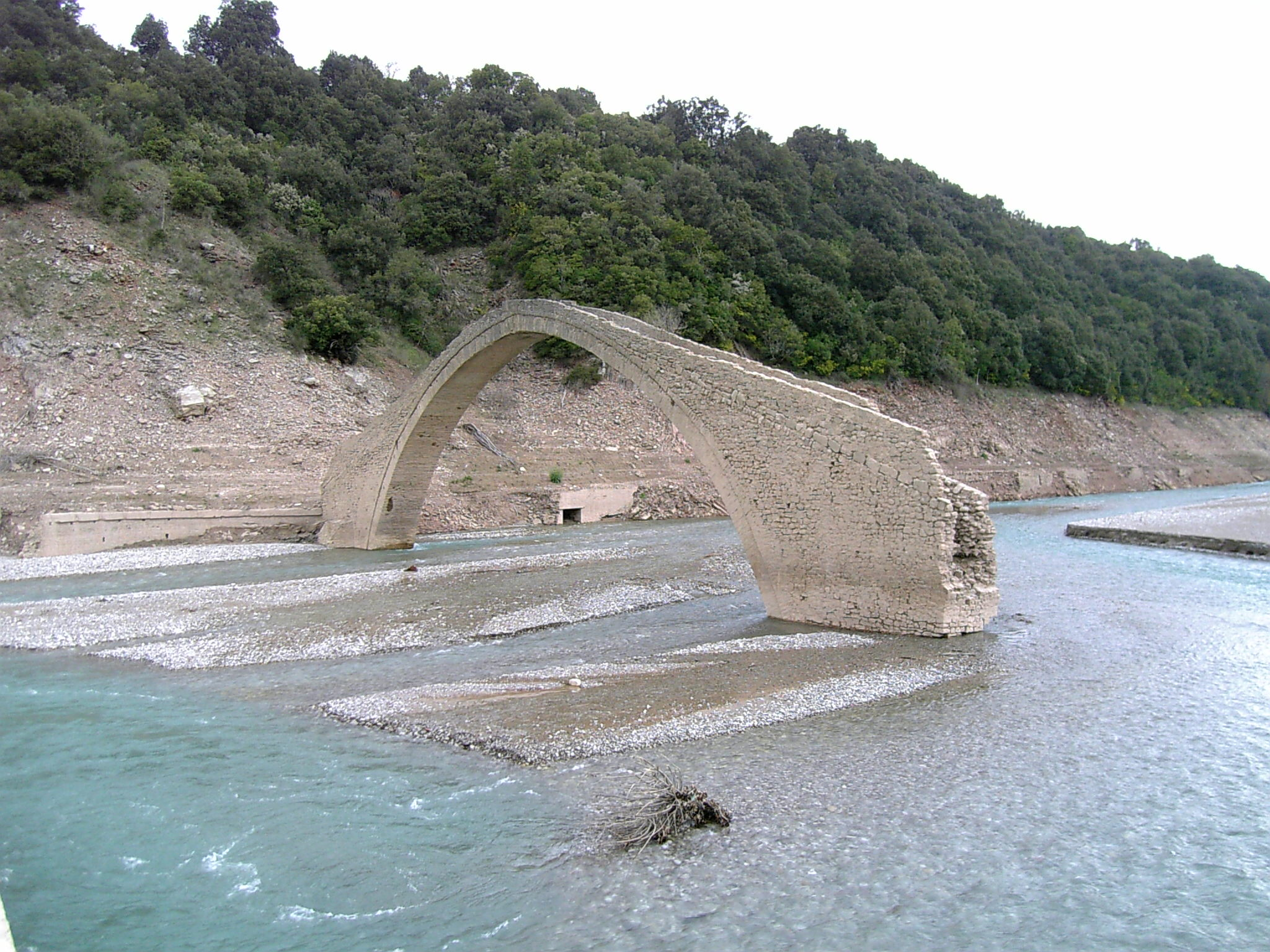
Steinbrücke Manolis (gebaut 1659) über den Fluss Agrafiotis, welche nur bei Niedrigwasser des Kremasta-Stausee sichtbar ist

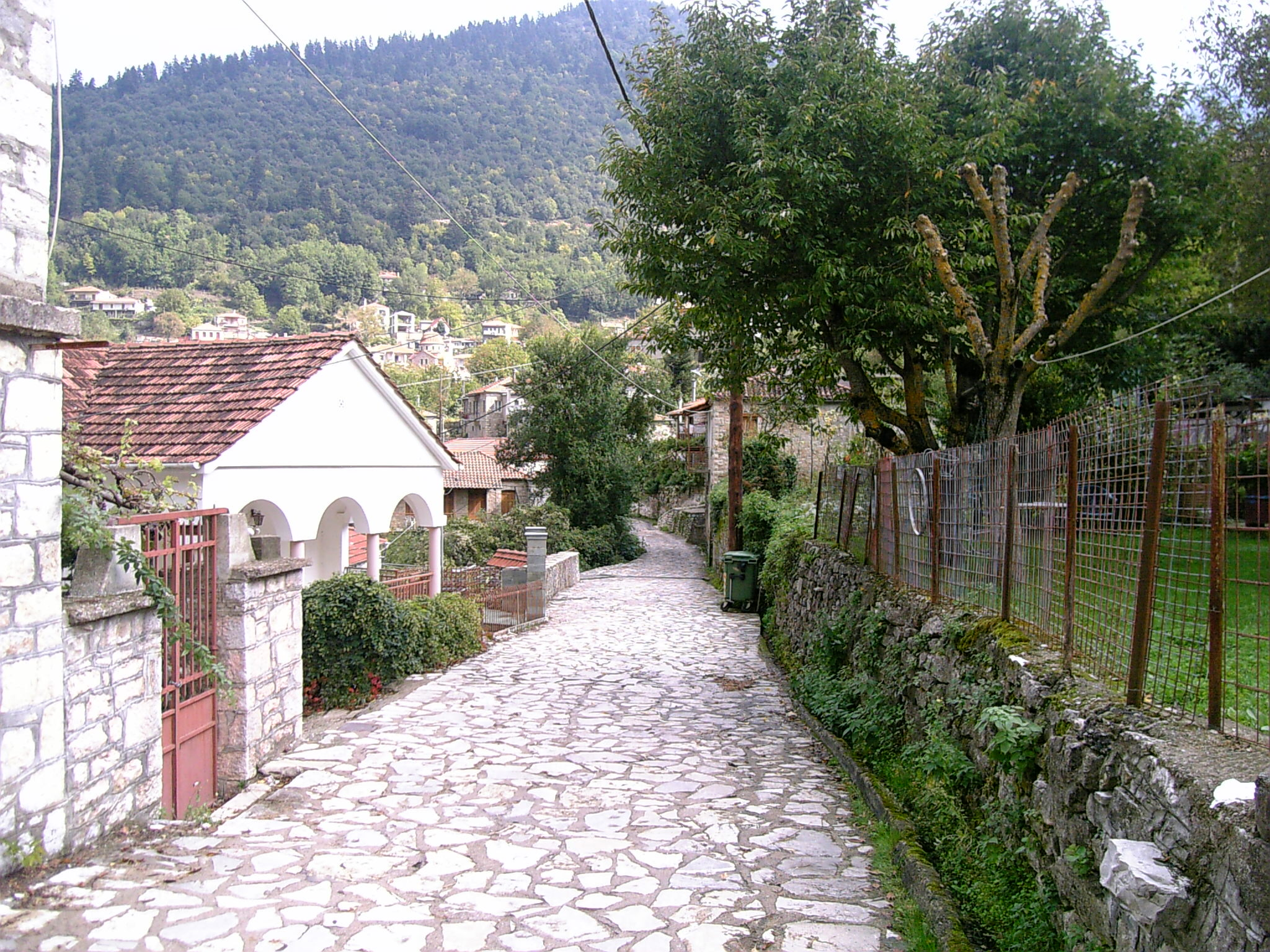
Bild eines Straßenzuges in der Ortschaft Megalo Chorio

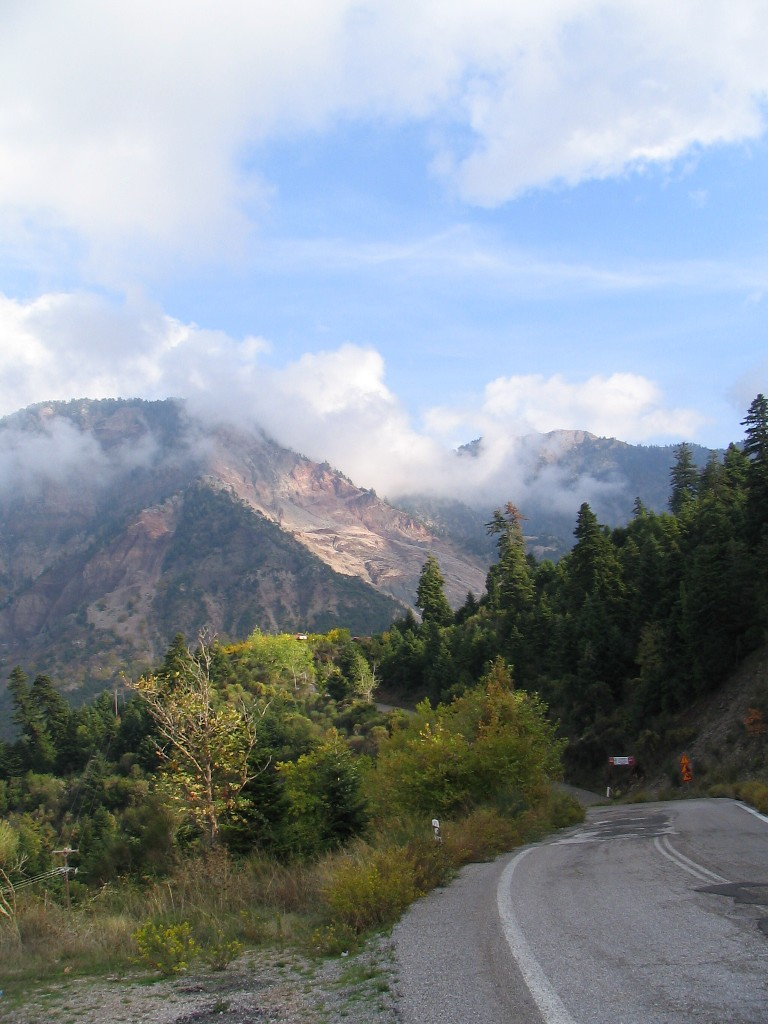
Straße durch die Berge bei Karpenisi

Evrytania wird durch mehrere Gebirgsmassive in seiner Geographie dominiert. Ebenen sind rar, lediglich die Flusstäler bieten knappen Raum für Landwirtschaft und ausgedehntere Siedlungen. Es hat keinerlei Küstenlinie am Meer; die nächstgelegene Meeresküste wäre die Ostküste des Ambrakischen Golfs des Ionischen Meers im Westen in ca. 30 km Luftlinie.
Im Norden und Nordwesten der Präfektur finden sich die Massive des südlichen Pindos-Gebirges mit Gipfelhöhen von über 2000 m. In diesem Massiv findet sich auch der zweithöchste Punkt der Präfektur mit dem Berg Pteris auf einer Höhe von 2128 m. Aus den unmittelbar südlich gelegenen Agrafa-Bergen entspringt auch der Fluss Agrafiotis und fließt nach Süden (zunächst parallel) zum Acheloos, wobei seit 1969 das südliche Agrafiotis-Tal einen Teil des Kremasta-Stausees des Acheloos bildet. Im Nordwesten bildet das Tal des Acheloos und im Westen der Kremasta-Stausee die Grenzlinie der Präfektur. Das Tal des Acheloos durchschneidet dabei die Berge des südlichen Pindos-Gebirges. Im Nordosten finden sich zwischen den Tälern des Flusses Agrafiotis und des Flusses Tavropos (Megdova) ausschließlich Berge des südlichen Pindos-Massivs.
Der Südwesten und Süden von Evrytania ist durch das Panetoliko-Massiv und dessen Gipfel (Giorla 1924 m) begrenzt. Das Tal des Flusses Krikellopotamos mit dessen nördlich gelegenen Massiv des Kaliakouda (2052 m) und dem südlich des Flusstals gelegenen Gipfeln des Platani (1779 m) und Anninos (1708 m) füllt den Süden der Präfektur aus. Das Oxia- und Kokkalia-Massiv (1922 m und 1720 m) schließen die Präfektur nach Südosten und Osten hin ab.
In der östlichen Mitte der Präfektur liegt im Tal des Flusses Karpenissiotis die Hauptstadt Karpenissi. Unmittelbar östlich-nordöstlich der Hauptstadt findet sich das Tymfristos-Massiv mit einer maximalen Höhe von 2315 m. Der Tymfristos ist zugleich auch der höchste Punkt der Präfektur Evrytania sowie auch ein bekanntes Skigebiet in Griechenland. Zugleich füllt es den Osten der Präfektur aus und grenzt diese zur Präfektur Fhthiotis hin ab. Das Tymfristos-Massiv wird nach Norden und Westen hin durch den Fluss Tavropos (Megdova) und dessen Tal hin begrenzt. Der Tavropos fließt zunächst in südlicher, dann in südöstlicher Richtung zum Acheloos, nach dessen Aufstau zum Kremasta-Stausee in diesen selbst.
| Gipfel                | griechischer Name    | Gebirge/Massiv     | Höhe über MSL |
| --------------------- | -------------------- | ------------------ | ------------- |
| Tymfristos (Velouchi) | Τυμφρηστός (Βελούχι) | Tymfristos         | 2315 m        |
| Deldimi               | Ντελιδίμι            | Agrafa             | 2163 m        |
| Voutsikaki            | Βουτσικάκι           | Agrafa             | 2154 m        |
| Fteri                 | Φτέρη                | Süd-Pindos, Agrafa | 2128 m        |
| Kaliakounda           | Καλιακούδα           | Kaliakounda        | 2052 m        |
| Liakoura              | Λιάκουρα             | Agrafa             | 2038 m        |
| Chelidona             | Χελιδώνα             | Agrafa             | 1975 m        |
| Panetoliko (Giorla)   | Παναιτωλικό          | Panetoliko         | 1924 m        |
| Oxia (Grammeni Oxia)  | Οξυά (Γραμμένη Οξυά) | Oxia               | 1922 m        |
| Kokkalia              | Κοκκάλια             | Kokkalia           | 1720 m        |
| Martsa                | Μάρτσα               | Süd-Pindos         | 1690 m        |
| Voulgara              | Βουλγάρα             | Süd-Pindos         | 1654 m        |
| Lykominimata          | Λυκομνήματα          | Süd-Pindos         | 1522 m        |

| Fluss                   | griechischer Name      | Fließrichtung         | Quelle                                           | Mündung                 |
| ----------------------- | ---------------------- | --------------------- | ------------------------------------------------ | ----------------------- |
| Acheloos (Aspropotamos) | Αχελώος (Ασπροπόταμος) | Nord nach Süd-Südwest | Lakmos (Peristeri)                               | Ionisches Meer          |
| Trikeriotis             | Τρικεριώτης            | Südost nach Nordwest  | Zusammenfluss Krikellopotamos und Karpenissiotis | Acheloos (Kremasta-See) |
| Tavropos (Megdova)      | Ταυρωπος (Μέγδοβα)     | Nord nach Südwest     | Karditsa                                         | Acheloos (Kremasta-See) |
| Agrafiotis              | Αγραφιώτης             | Nord nach Süd         | Agrafa                                           | Acheloos (Kremasta-See) |
| Krikellopotamos         | Κρικέλλοποταμος        | Ost nach Südwest      | Kokkalia                                         | Trikeriotis Fluss       |
| Karpenissiotis          | Καρπενήσιοτης          | Nordost nach Südwest  | Tymfristos                                       | Trikeriotis Fluss       |

## Geschichte
Die Region der Präfektur Evrytania war sehr wahrscheinlich bereits in vorantiker Zeit besiedelt. Fundstücke von Werkzeugen aus der Region datieren auf 5000 v. Chr. Fundstücke von Werkzeugen aus der unmittelbaren Umgebung von Karpenissi datieren auf 2000 bis 1600 v. Chr. wie Pfeilspitzen. Zwischen 2000 und 1600 v. Chr.bewohnten Menschen aus einem böötischen Stamm die Gegend in Evrytania. 1433 v. Chr. erschütterte ein großes Erdbeben die Region (Beben von Deukaliona). Zwischen 1300 und 1000 v. Chr. wanderten die Dorer nach Griechenland ein. Dies veranlasste die ursprünglich in Thessalien wohnhaften Ätolier, sich nach Süden zu bewegen, so dass diese die Region Evrytania besiedelten. Im weiteren Verlauf durch den Zug der Dorer bildeten sich vier Bevölkerungsgruppen im Gebiet der heutigen Präfektur Evrytania: im Norden und Nordosten die Doloper, im Westen, in der Mitte und im Südosten die Evrytanier (oder Euritanier), im Süden die Ätolier, im Westen und Nordwesten die Agraioi und im Norden bis in die Mitte reichend die Aperantoi. Die Siedlungsgrenzen der einzelnen Bevölkerungsgruppen orientierten sich dabei vorwiegend an den Flusstälern. Die bedeutendste Bevölkerungsgruppe waren dabei die Doloper, welche auch bei der griechischen Militärexpedition nach Troja teilnahmen.

### Antike
Während des Peloponnesischen Krieges im 5. Jahrhundert v. Chr. berichten Quellen wie Thukydides über eine einheitliche Sprache, eine einheitliche Religion wie auch über einheitliche Gebräuche und Sitten der vier Bevölkerungsgruppen auf dem Gebiet der heutigen Präfektur Evrytania. Entsprechend den Bevölkerungsgruppen wurde das Gebiet des heutigen Evrytania als Evrytania (deutlich kleiner als das heutige), Dolopia, Aperantia und Agraia (Agrea) bezeichnet. Die vier Bevölkerungsgruppen nahmen auf Seiten der Ätolier am Peloponnesischen Krieg teil.
Ein bedeutendes Ereignis in der Geschichte Evrytanias war der Einfall der Kelten (Galater) um 279 v. Chr. nach Griechenland. Die Dolopen, Ätolier und Evrytanier gewannen ein Gefecht gegen die Galater im Westen der heutigen Präfektur am Pass, welcher die Gebirgsmassive des Tymfristos und Oxia trennt, in der Nähe der Quellen des Krikelliotikos Flusses auf 1.720 m Höhe. Der Geschichtsschreiber Pausanias berichtete über diese Auseinandersetzung. Die entscheidende Schlacht verloren die Galater gegen die Ätolier jedoch bei Delphi. Mit den anderen griechischen Gebieten kam Evrytania 168 vor Christus unter römische Kontrolle.

### Mittelalter
In der byzantinischen Zeit wurde auch in Evrytania der Ikonoklasmus-Streit über die Verwendung oder Nicht-Verwendung von Ikonen in Kirchen ausgetragen. Überliefert ist, dass die kleinen Dörfer in Evrytania mehrheitlich die Ikonen in ihren Kirchen gegen den Willen der ikonoklastischen byzantinischen Kaiser beibehielten. In dieser Zeit gewannen die Bewohner Evrytanias auch ein gewisses Maß an Autonomie innerhalb des byzantinischen Reiches. Das Fehlen der Region Evrytania in Steuerlisten des Reiches führte zur Bezeichnung der Region als Agrafa (griechisch Άγραφα, nicht geschrieben). Um 900 kamen Walachen nach Evrytania, welche sich mit der ansässigen Bevölkerung vermischten. In diese Zeit fiel auch die Gründung der Hauptstadt der heutigen Präfektur, Karpenissi. Um 1200 wütet in Evrytania eine Seuche. Nach der Eroberung Konstantinopels durch die Kreuzfahrer im Rahmen des 4. Kreuzzuges 1204 fällt Evrytania wahrscheinlich an das Despotat Epirus. 1340 fällt Evrytania an Serbien, nach dem Stefan Uroš IV. Dušan es eroberte. Zwischen 1447 und 1453 erobern die Osmanen Evrytania, wodurch es unter Herrschaft des Osmanischen Reiches kommt.

### Neuzeit
In der osmanischen Besatzungszeit wird das Gebiet von Evrytania in zwei Provinzen geteilt: der Norden von Evrytania wird als Agrafa-Provinz etabliert, der Süden um Karpenissi herum als Provinz Karpenissi. Nur in Karpenissi (osmanische Bezeichnung: Kerepes) wohnten während der osmanischen Besatzungszeit ca. 100 osmanische Familien: der Rest von Evrytania erfuhr keine osmanische Besiedlung wie andere Teilen Griechenlands. Evlia Tselebi beschreibt Karpenissi auf seinen Reisen durch Griechenland zwischen 1667 und 1670 als Region (Sancak) der Provinz Nafpaktos (Inebachti), welche einen Richter und einen Sancak-Bey (Sancak-Führer) hat. Außerdem findet sich eine Janitscharen-Einheit dort, auch ein osmanischer Kopfsteuerverwalter ist vorhanden sowie ein Basar und eine Moschee.
Am 10. Mai 1821 ruft K. Velis (Stergiopoulos) den Aufstand der Griechen gegen die osmanische Besatzung in der Ortschaft Kerasovo aus. Der darauf entbrannte Krieg findet auch mit mehreren Gefechten im Gebiet Evrytanias statt (Rentina, Kangelia am 19. Juni 1821, Ternos, Kefalovrisso am 9. August 1823 mit Beteiligung von Markos Botsari, Kaliakouda am 23. August 1823). Ca. 800 Kämpfer aus Evrytania nehmen auf griechischer Seite am Unabhängigkeitskrieg teil. Am 22. Juli 1821 verlassen 70 verbliebene osmanische Familien Karpenissi durch das Symbetheriko-Tal nordwestlich von Karpenissi in Richtung Trikala, nach dem der griechische Unabhängigkeitskrieg ausgebrochen ist. Evrytania wird 1829 mit der Niederlage des osmanischen Reiches im griechischen Unabhängigkeitskrieg Bestandteil des Königreichs Griechenland.
Nach dem Einmarsch der Wehrmacht (Unternehmen Marita, Zweiter Weltkrieg) nach Griechenland ab dem 6. April 1941 bis Ende April 1941 (ausgenommen Kreta) fanden in Evrytania aufgrund seiner geographischen Lage und Abgeschiedenheit fast keine Kämpfe statt. Deutsche Besatzungstruppen wurden in Evrytania zwischen April 1941 und September 1943 nie stationiert. Wohl wurde nach der Aufteilung Griechenlands in drei Besatzungszonen durch die Wiener Gespräche des deutschen Außenministers von Ribbentrop und des italienischen Außenministers Ciano festgelegt, dass Evrytania wie das gesamte griechische Festland außer Makedonien und Thrakien sowie Athen und Attika unter italienische Kontrolle kommt. Im Juni 1941 wurde in Karpenissi entsprechend eine italienische Garnison stationiert. Am 7. Juni 1942 kommt es in der Ortschaft Domnista zur Gründung der ersten bewaffneten Widerstandsgruppe gegen die Besatzung Griechenland durch die Achsenmächte Italien und Deutschland sowie das mit diesen Staaten verbündete Bulgarien. Einer der Anführer dieser Gruppe war Aris Velouchiotis. Sein Pseudonym Velouchiotis lehnt sich an die alternative Bezeichnung des Berges Tymfristos an: Velouchis. Die ELAS gewann in der Folgezeit weiter an Macht. Dabei kam es sogar zu Beitritten von ursprünglich rechtsgerichteten oder nationalen Personen in die linksgerichtete ELAS; Angehörige der Elliniki Organosis Neon (EON), einer vom griechischen Diktator Ioannis Metaxas in seiner Regierungszeit von 1936 bis 1941 gegründete rechtsgerichtete Jugendorganisation traten der ELAS zum Zwecke des Widerstands gegen die Besatzungsmächte der Achse bei. Neben dieser Motivation des Widerstands war insbesondere die miserable Lebenssituation der meisten Menschen in Evrytania dafür ausschlaggebend, dass sie ihr politisches und vor allem wirtschaftliches Heil in einer Mitgliedschaft bei ELAS suchten. Evrytania wurde wie das verbleibende Griechenland im Winter 1941/42 von der Großen Hungersnot betroffen, welcher gesamtgriechisch bis zu 300.000 Menschen zum Opfer fielen. Die ELAS und ihre Überbauorganisation, die EAM, kümmerten sich um eine Verbesserung der durch Hunger und Krankheiten wie Polio, Malaria, Typhus und Tuberkulose gepeinigten Bevölkerung.
Mit der Machtausweitung der ELAS ab Mitte 1942 pendelte sich unter italienischer Besatzung ein Gleichgewicht der Macht in Evrytania ein: die italienische Garnison kontrollierte die Kleinstadt Karpenissi und deren unmittelbares Umfeld. Die linksgerichteten ELAS-Rebellen kontrollierten den gesamten Rest der späteren Präfektur Evrytania. Mit dem Übertritt Italiens auf die Seite der Alliierten im September 1943 wird die italienische von der deutschen Besatzungsmacht abgelöst. Nach Abzug der Wehrmacht im Herbst 1944 kam Evrytania wieder unter alleinige griechische Kontrolle.
Diese griechische Kontrolle wurde vorwiegend ausgeübt durch die linksgerichteten Rebellen der ELAS; sie brachte Evrytania allerdings keine Ruhe bzw. Frieden im eigentlichen Sinne. Bereits 1945 wirft der nur ein Jahr später offen losbrechende griechische Bürgerkrieg seine „Schatten“ voraus. Infolge der Dezember-Unruhen in Athen 1944 (Schlacht um Athen zwischen griechischen Regierungstruppen und britischen Truppen einerseits sowie ELAS-Rebellen andererseits) kam es im Februar 1945 zum Abkommen von Varkiza. Dieses sah eine Entwaffnung der ELAS-Rebellen vor. Die gleichzeitige Entwaffnung rechtsgerichteter Organisationen wie der „Organisation X“, der Ethniki Organosi Vasilikofronon (Nationale Organisationen der Königstreuen) oder „Ethnikofrones“ (Nationstreuen) fand nicht statt. Diese entfachten eine Offensive gegen die linksgerichtete ELAS bzw. deren Dachorganisation, EAM in Evrytania, teilweise unter Einschluss der mit der deutschen Wehrmacht kollaborierenden Sicherheitsbataillone (Tagmata Asfalias). Obwohl der Präfekt Stamatis ein Mitglied der sozialdemokratischen Partei von Georgios Papandreou war, hielt er sich zusammen mit dem neu eingesetzten Bürgermeister von Karpenissi Kotsibos an die lokalen Eliten, welche durchweg monarchistisch bzw. rechtsorientiert waren. Die Anfang 1945 noch bestehende Vormachtstellung der EAM/ELAS wurde sukzessive abgeschafft. Ende 1945 unternahmen rechtsgerichtete Paramilitärs wie die Organisation X eine regelrechte Jagd auf linksgerichtete Menschen und Mitglieder der EAM/ELAS, vor allem in der Gemeinde Ktimenia (Ktimenio).
Bis 1946 können sich die linksgerichteten Menschen und Gruppen gegen die Angriffe der Rechtsgerichteten nicht wehren; im Verlauf des Jahres 1946 gründen linksgerichtete Einwohner von Evrytania unter dem Kommando ehemaliger ELAS-Befehlshaber sogenannte Aftoamyna-Einheiten (Autoamyna = Selbstverteidigung). Mitte 1946 bricht nach dem Angriff der DSE auf das Polizeiquartier von Litochoro der griechische Bürgerkrieg offen aus. In diesem Bürgerkrieg bis Anfang September 1949 ist Evrytania ein Hauptschauplatz vor allem in den Jahren 1947 und 1948.
In den 1950er und 1960er Jahren verlassen viele Einwohner Evrytania aus wirtschaftlichen Gründen und siedeln sich in Mitteleuropa, Nordamerika und Australien an.

## Verkehr
Die geographische Lage Evrytanias inmitten der Gebirgszüge des südlichen Pindos-Gebirges erschwert eine verkehrliche Anbindung an das übrige Griechenland. Eine Eisenbahnverbindung existiert nicht. Ein Flughafen ebenfalls nicht. Ausschließlicher Verkehrsträger ist der Straßenverkehr. Die Nationalstraße 38 führt von Westen aus Agrinio kommend durch die Präfektur und Karpenissi hindurch nach Osten in Richtung Lamia. Sie ist zugleich die Europastraße 952. Der Straßenverlauf ist durch die gebirgige Beschaffenheit bedingt schwierig: kurvenreiche schmale Strecken bilden das Straßennetz. Kritische Engpässe wie der Tymfristos-Pass östlich von Karpenissi sind erst in jüngerer Zeit durch Bauwerke wie den Tymfristos-Tunnel oder die Episkopi-Brücke über den Kremasta-Stausee entschärft worden.

## Wirtschaft
Vor dem Zweiten Weltkrieg war der Lebensstandard in Evrytania niedrig. Trotz Beschäftigung in der Landwirtschaft mit Viehzucht sowie der Gewinnung tierischer Produkte wie Käse und Milch wendete die durchschnittliche Familie in Evrytania fast ihr gesamtes Einkommen für den Erwerb von Lebensmitteln auf. Getreide war knapp; daher wurde das Brot aus Mais hergestellt (Bobota). Die Siedlungsstrukturen waren entsprechend: fast die gesamte Bevölkerung lebte in kleinen Dörfern und Weilern. Zumeist lebten die Menschen in zweigeschossigen Häusern aus unbehauenen Steinen: im Erdgeschoss die Tiere, im Obergeschoss die Menschen.
In der Gegenwart erwerben die Bewohner Evrytanias ihren Lebensunterhalt vorwiegend durch die Landwirtschaft. In den letzten Jahren hat aufgrund der natürlichen Gegebenheiten auch der Tourismus an Bedeutung gewonnen. Am Tymfristos findet sich eines der größeren Skigebiete in Griechenland. Bedeutsam – wenn auch nicht in Form von Beschäftigung – ist die Energieerzeugung. 1969 wurde der Acheloos durch den Kremasta-Staudamm zum Kremasta-Stausee aufgestaut, was das Landschaftsbild im Westen Evrytanias gründlich revidierte. Der Aufstau betraf auch die Nebenflüsse des Acheloos wie den Agrafiotis, Tavropos und Trikeriotis.

## Verwaltungs- und Siedlungsstruktur

Gemeinden der Präfektur Evrytania 1997–2010 (nummeriert)

Die Gründung Evrytanias erfolgte 1946 durch Abspaltung des Ostens der Präfektur Ätolien-Akarnanien. Vor dem Zweiten Weltkrieg hatte Evrytania mehr als 50.000 Einwohner. hatte Evrytania bei seiner Gründung als Präfektur nach Angaben des Autors Georgios Goulas 47.000 Einwohner in 169 Siedlungen. Durch den Exodus der Bevölkerung in den 1950er und 1960er Jahren sank die Bevölkerungszahl Evrytanias deutlich. Erst in den letzten Jahren des 20. und in den ersten Jahren des 21. Jahrhunderts findet ein Bevölkerungszuwachs dank der verbesserten wirtschaftlichen Situation statt.
Die einzige größere Siedlung in Evrytania ist die Kleinstadt Karpenisi. Alle anderen Siedlungen sind mehr oder weniger große Dörfer.
Durch die Kapodistrias-Gemeindereform 1997 wurden die ursprünglich 169 eigenständigen Gemeinden (Kinotita) in 11 Gemeinden (Ez. gr. dimos) zusammengefasst. Die meisten der zuvor eigenständigen Gemeinden verloren damit ihre Unabhängigkeit. Mit der Verwaltungsreform 2010 wurden diese 11 Gemeinden erneut zusammengefasst, seither existieren nurmehr die Gemeinden Karpenisi und Agrafa.